# Ordina Open 2002 - Qualificazioni singolare maschile
Le qualificazioni del singolare maschile dell'Ordina Open 2002 sono state un torneo di tennis preliminare per accedere alla fase finale della manifestazione. I vincitori dell'ultimo turno sono entrati di diritto nel tabellone principale. In caso di ritiro di uno o più giocatori aventi diritto a questi sono subentrati i lucky loser, ossia i giocatori che hanno perso nell'ultimo turno ma che avevano una classifica più alta rispetto agli altri partecipanti che avevano comunque perso nel turno finale.
Le qualificazioni del torneo Ordina Open 2002 prevedevano 32 partecipanti di cui 4 sono entrati nel tabellone principale.

## Teste di serie
1. John van Lottum (ultimo turno)
2. Gastón Etlis (secondo turno)
3. Olivier Mutis (secondo turno)
4. Denis Gremelmayr (secondo turno)

1. Rik De Voest (primo turno)
2. Dejan Petrović (primo turno)
3. Daniel Vacek (primo turno)
4. Michael Berrer (primo turno)

## Qualificati
1. Martín García
2. Kirill Ivanov-Smolensky

1. Yves Allegro
2. Rodolphe Cadart

## Tabellone

### Legenda
| - Q = Qualificato - WC = Wild card - LL = Lucky loser | - ALT = Alternate - SE = Special Exempt - PR = Protected Ranking | - w/o = Walkover - r = Ritirato - d = Squalificato |

### Sezione 1
|  | Primo turno      | Primo turno      | Primo turno   | Primo turno | Primo turno |  |  | Secondo turno    | Secondo turno    | Secondo turno    | Secondo turno | Secondo turno |   |   | Ultimo turno | Ultimo turno    | Ultimo turno | Ultimo turno | Ultimo turno |  |
|  |                  |                  |               |             |             |  |  |                  |                  |                  |               |               |   |   |              |                 |              |              |              |  |
|  |                  |                  |               |             |             |  |  |                  |                  |                  |               |               |   |   |              |                 |              |              |              |  |
|  |                  |                  |               |             |             |  |  | 1                | John van Lottum  | John van Lottum  | 6             | 6             |   |   |              |                 |              |              |              |  |
|  | Michel Koning    | Michel Koning    | Michel Koning | 6           | 6           |  |  |                  | Michel Koning    | Michel Koning    | 4             | 2             |   |   |              |                 |              |              |              |  |
|  | Julien Couly     | Julien Couly     | Julien Couly  | 4           | 2           |  |  |                  |                  |                  |               |               |   |   | 1            | John van Lottum | 6            | 3            | 5            |  |
|  | Bas Van Der Valk | Bas Van Der Valk | 6             | 6           | 6           |  |  |                  |                  |                  | Martín García | 4             | 6 | 7 |              |                 |              |              |              |  |
|  | Milos Drakulic   | Milos Drakulic   | 7             | 2           | 4           |  |  | Bas Van Der Valk | Bas Van Der Valk | Bas Van Der Valk | 5             | 3             |   |   |              |                 |              |              |              |  |
|  |                  | Martín García    | Martín García | 6           | 6           |  |  | Martín García    | Martín García    | Martín García    | 7             | 6             |   |   |              |                 |              |              |              |  |
|  | 7                | Daniel Vacek     | Daniel Vacek  | 2           | 0           |  |  |                  |                  |                  |               |               |   |   |              |                 |              |              |              |  |

### Sezione 2
|  | Primo turno             | Primo turno             | Primo turno             | Primo turno | Primo turno |  |  | Secondo turno    | Secondo turno           | Secondo turno           | Secondo turno    | Secondo turno    |   |   | Ultimo turno            | Ultimo turno            | Ultimo turno            | Ultimo turno | Ultimo turno |  |
|  |                         |                         |                         |             |             |  |  |                  |                         |                         |                  |                  |   |   |                         |                         |                         |              |              |  |
|  |                         |                         |                         |             |             |  |  |                  |                         |                         |                  |                  |   |   |                         |                         |                         |              |              |  |
|  |                         |                         |                         |             |             |  |  | 2                | Gastón Etlis            | Gastón Etlis            | 5                | 3                |   |   |                         |                         |                         |              |              |  |
|  | Kirill Ivanov-Smolensky | Kirill Ivanov-Smolensky | Kirill Ivanov-Smolensky | 7           | 6           |  |  |                  | Kirill Ivanov-Smolensky | Kirill Ivanov-Smolensky | 7                | 6                |   |   |                         |                         |                         |              |              |  |
|  | Marc Pexa               | Marc Pexa               | Marc Pexa               | 5           | 2           |  |  |                  |                         |                         |                  |                  |   |   | Kirill Ivanov-Smolensky | Kirill Ivanov-Smolensky | Kirill Ivanov-Smolensky | 6            | 6            |  |
|  | Martín Rodríguez        | Martín Rodríguez        | Martín Rodríguez        | 6           | 6           |  |  |                  |                         | Martín Rodríguez        | Martín Rodríguez | Martín Rodríguez | 3 | 4 |                         |                         |                         |              |              |  |
|  | Djalmar Sistermans      | Djalmar Sistermans      | Djalmar Sistermans      | 2           | 2           |  |  | Martín Rodríguez | Martín Rodríguez        | Martín Rodríguez        | 7                | 6                |   |   |                         |                         |                         |              |              |  |
|  |                         | Marcus Hilpert          | 7                       | 2           | 6           |  |  | Marcus Hilpert   | Marcus Hilpert          | Marcus Hilpert          | 5                | 2                |   |   |                         |                         |                         |              |              |  |
|  | 6                       | Dejan Petrović          | 5                       | 6           | 2           |  |  |                  |                         |                         |                  |                  |   |   |                         |                         |                         |              |              |  |

### Sezione 3
|  | Primo turno  | Primo turno   | Primo turno   | Primo turno | Primo turno |  |  | Secondo turno | Secondo turno | Secondo turno | Secondo turno | Secondo turno |   |   | Ultimo turno | Ultimo turno | Ultimo turno | Ultimo turno | Ultimo turno |  |
|  |              |               |               |             |             |  |  |               |               |               |               |               |   |   |              |              |              |              |              |  |
|  |              |               |               |             |             |  |  |               |               |               |               |               |   |   |              |              |              |              |              |  |
|  |              |               |               |             |             |  |  | 3             | Olivier Mutis | Olivier Mutis | 5             | 1             |   |   |              |              |              |              |              |  |
|  | Yves Allegro | Yves Allegro  | Yves Allegro  | 6           | 6           |  |  |               | Yves Allegro  | Yves Allegro  | 7             | 6             |   |   |              |              |              |              |              |  |
|  | Mirko Pehar  | Mirko Pehar   | Mirko Pehar   | 4           | 2           |  |  |               |               |               |               |               |   |   | Yves Allegro | Yves Allegro | Yves Allegro | 6            | 6            |  |
|  | Leoš Friedl  | Leoš Friedl   | 64            | 6           | 6           |  |  |               |               | Leoš Friedl   | Leoš Friedl   | Leoš Friedl   | 1 | 4 |              |              |              |              |              |  |
|  | Frank Moser  | Frank Moser   | 7             | 4           | 3           |  |  | Leoš Friedl   | Leoš Friedl   | Leoš Friedl   | 6             | 7             |   |   |              |              |              |              |              |  |
|  |              | Brian MacPhie | Brian MacPhie | 6           | 6           |  |  | Brian MacPhie | Brian MacPhie | Brian MacPhie | 2             | 64            |   |   |              |              |              |              |              |  |
|  | 5            | Rik De Voest  | Rik De Voest  | 0           | 3           |  |  |               |               |               |               |               |   |   |              |              |              |              |              |  |

### Sezione 4
|  | Primo turno        | Primo turno        | Primo turno      | Primo turno | Primo turno |  |  | Secondo turno    | Secondo turno    | Secondo turno    | Secondo turno    | Secondo turno    |   |   | Ultimo turno    | Ultimo turno    | Ultimo turno    | Ultimo turno | Ultimo turno |  |
|  |                    |                    |                  |             |             |  |  |                  |                  |                  |                  |                  |   |   |                 |                 |                 |              |              |  |
|  | 4                  | Denis Gremelmayr   | Denis Gremelmayr | 6           | 6           |  |  |                  |                  |                  |                  |                  |   |   |                 |                 |                 |              |              |  |
|  |                    | Maarten Paas       | Maarten Paas     | 3           | 2           |  |  | 4                | Denis Gremelmayr | Denis Gremelmayr | 3                | 4                |   |   |                 |                 |                 |              |              |  |
|  | Rodolphe Cadart    | Rodolphe Cadart    | 68               | 6           | 6           |  |  |                  | Rodolphe Cadart  | Rodolphe Cadart  | 6                | 6                |   |   |                 |                 |                 |              |              |  |
|  | Aleksandar Kitinov | Aleksandar Kitinov | 7                | 3           | 2           |  |  |                  |                  |                  |                  |                  |   |   | Rodolphe Cadart | Rodolphe Cadart | Rodolphe Cadart | 6            | 6            |  |
|  | Julien Cassaigne   | Julien Cassaigne   | Julien Cassaigne | 6           | 6           |  |  |                  |                  | Julien Cassaigne | Julien Cassaigne | Julien Cassaigne | 1 | 3 |                 |                 |                 |              |              |  |
|  | Sander Groen       | Sander Groen       | Sander Groen     | 4           | 4           |  |  | Julien Cassaigne | Julien Cassaigne | Julien Cassaigne | 6                | 7                |   |   |                 |                 |                 |              |              |  |
|  |                    | Karsten Braasch    | 3                | 7           | 6           |  |  | Karsten Braasch  | Karsten Braasch  | Karsten Braasch  | 3                | 69               |   |   |                 |                 |                 |              |              |  |
|  | 8                  | Michael Berrer     | 6                | 63          | 2           |  |  |                  |                  |                  |                  |                  |   |   |                 |                 |                 |              |              |  |